# Blåmyrtjärnen, Jämtland
Blåmyrtjärnen är en sjö i Bräcke kommun i Jämtland som ingår i Ljungans huvudavrinningsområde.